# 레이철 스털링
레이철 스털링(Rachael Stirling, 1977년 5월 30일 ~ )은 잉글랜드의 배우이다.

## 출연 작품

### 영화
- 프리즈 프레임
- 스노우 화이트 앤 더 헌츠맨 - 안나 역
- 식스틴
- 스코티시 머슬
- 아름다운 날들

### 드라마
- 블레츨리 서클